# Anja Althaus
Anja Althaus (ur. 3 września 1982 roku w Magdeburgu) – niemiecka piłkarka ręczna, reprezentantka kraju. W kadrze narodowej zadebiutowała w 2002 roku. Gra na pozycji obrotowej. Obecnie występuje w duńskim Viborg HK.

## Kluby
- 1998-1990  HC Niederndodeleben
- 2000-2007  DJK/MJC Trier
- 2007-  Viborg HK

## Sukcesy

### Mistrzostwa Niemiec
- (2003)

### Mistrzostwa Danii
- (2008, 2009)

### Puchar Danii
- ,  (2007)

### Mistrzostwa Świata
- (2007)

#### Mistrzostwa Świata Juniorek
- (2001)

### Liga Mistrzyń
- (2009, 2010[1])
- 2016